# Herman Niger
Herman Niger (* um 1550 in Braunschweig; † ?) war ein deutscher Jurist, Hochschullehrer an der Universität Helmstedt sowie Kanzler und Berater der Grafschaft Oldenburg.

## Leben und Wirken
Herman Niger, der Sohn des Braunschweiger Mediziners Antonius Niger, studierte ab 1568 (?) Rechtswissenschaften zunächst in Leipzig und dann ab 1570 in Marburg. Am 15. Oktober 1576 promovierte er dort zum Doktor der Rechte. In den folgenden Jahren setzte er seine Studien vermutlich in Köln, Straßburg und Italien fort.
Im Dezember 1578 erhielt er auf Empfehlung von Johannes Borcholt einen Ruf auf einen Lehrstuhl an der juristischen Fakultät der Universität Helmstedt. 1579 wurde er dort zum Professor ernannt. 1581/82 wurde er Vizerektor der Universität und 1586 als Nachfolger von Johann Jagemann Rechtsgelehrter des Konsistoriums.
Nach zehn Jahren gab Niger die akademische Laufbahn auf und wechselte 1589 in eine praktische Tätigkeit als Stadtsyndikus von Halle. Danach wurde er kurzzeitig Kanzler des Bistums Verden. In gleicher Funktion wechselte er Ostern 1595 in die Kanzlei der Grafschaft Oldenburg, die zugleich als Oberstes Gericht und als politisches Beratungsorgan des Grafen Johann VII. von Oldenburg diente. Entsprechend fungierte Niger als Berufsbeamter in leitender Stellung in der Verwaltung und im Gerichtswesen sowohl in der Durchsetzung des Römisches Rechts als auch als Ratgeber des Landesherrn in politischen Fragen.
Vermutlich 1601 legte er das Kanzleramt nieder und verließ Oldenburg, wurde aber weiterhin als Berater und Gutachter in Rechtsstreitigkeiten der Stadt Oldenburg herangezogen, beispielsweise in Prozessen mit Ostfriesland.
Von 1602 bis 1604 war Niger Syndicus in seiner Heimatstadt Braunschweig. Später ging er nach Magdeburg.
Als erfolgreicher juristischer Praktiker, der bereits in seiner Hochschullehrerzeit in Helmstedt häufig Rechtsgutachten für Gerichtsprozesse erstellt hatte, genoss Niger zeitgenössisches Ansehen. Verheiratet war er seit dem 20. September 1579 mit Eva Musaeus (* 1556 in Breslau; † 1611 in Magdeburg), einer Tochter des protestantischen Theologen Simon Musaeus.